# Phacelia petiolata
Phacelia petiolata är en strävbladig växtart som beskrevs av Ivan Murray Johnston. Phacelia petiolata ingår i Faceliasläktet som ingår i familjen strävbladiga växter. Inga underarter finns listade i Catalogue of Life.